# Corte d'appello del Texas

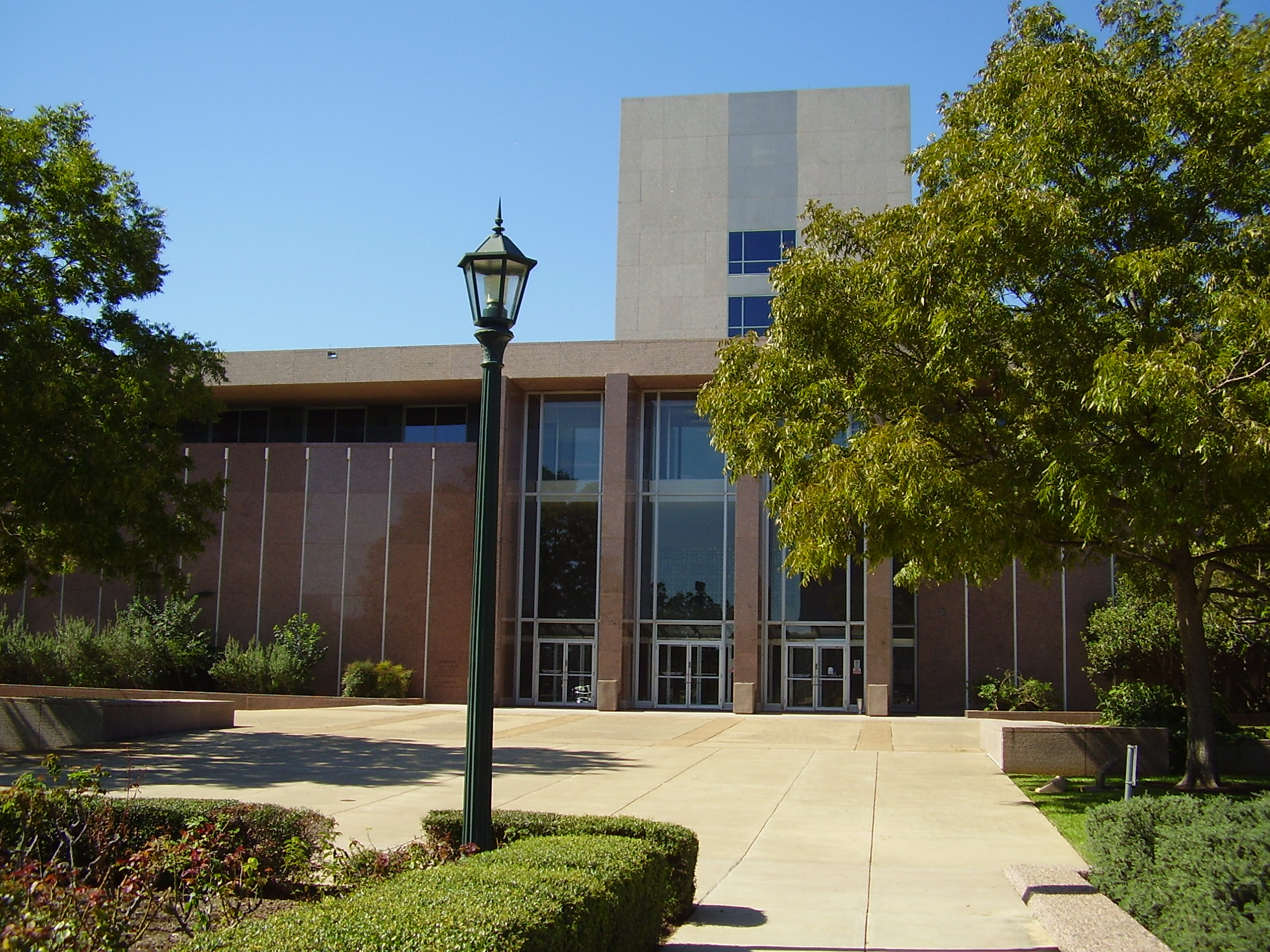
Il Supreme Court Building di Austin, dove ha sede anche la Corte suprema del Texas.

La Corte d'Appello del Texas (in inglese Texas Court of Criminal Appeals) è la corte suprema dello Stato del Texas per giudicare gli illeciti penali. La corte ha sede nel Supreme Court Building di Austin ed è composta da un presidente e otto giudici.
Le competenze di questa corte sono descritte dall'articolo V della Costituzione del Texas.